# Druzen

Druzische vlag

De druzen (Arabisch: droez دروز; Hebreeuws: דרוזים - droeziem) vormen een ethnoreligieuze minderheidsgroep in het Midden-Oosten. Leden ervan wonen in Syrië, Libanon, Israël, Palestina en Jordanië. Ze spreken Arabisch en volgen een sociaal patroon dat sterk lijkt op dat van de Arabieren in de regio, maar sommige druzen beschouwen zichzelf niet als Arabier. Libanese druzen verklaren dat ze Arabieren zijn, terwijl sommige Israëlische en Palestijnse druzen zeggen dat niet te zijn. De beweging is ontstaan als een van de vele mystieke stromingen in de middeleeuwse sjiitische islam. Sommigen menen dat ze een sjiitische sekte vormen, anderen beweren dat ze geen moslims zijn. Anno 2020 leven er ongeveer 600.000 druzen in het Midden-Oosten.

## Geschiedenis
De religie ontwikkelde zich uit de Fatimidische ismaïlitische islam in de elfde eeuw. De beweging begon als een poging om de islam te vernieuwen, die - onder het gezag van de soennitische Abbassiden - als corrupt werd beschouwd. Enkele sleutelfiguren in deze geschiedenis waren de Fatimiden kalief al-Hakim bi-Amr Allah, Hamza en ad-Darazi. De officiële naam van de beweging is al-Muwahiddun (‘de monotheïsten’), maar de term 'druzen' wordt ook toegeschreven aan ad-Darazi. Het druzisme wordt veelal als een syncretische religie beschouwd.
De bevolkingsgroep leefde oorspronkelijk verspreid over het Libanongebergte en later ook bij Dzjebel ed-Droez (het Druzengebergte) in Syrië. Andere concentraties ontstonden rond de Hermonberg (Jabal ash-Shaykh), in Galilea en op de Karmelberg.
De druzen speelden een rol in de Libanese Burgeroorlog (1975-1990). Zij organiseerden een militie onder leiding van Walid Jumblatt, als antwoord op de agressie die werd uitgeoefend door andere groeperingen. Hun basis bevond zich in het Choufgebied van het Libanongebergte.

## De religie
De religie van de druzen is mysterieus. Er zijn maar weinig elementen in hun geloof die de aanhangers bekendmaken aan buitenstaanders. Zij accepteren traditioneel geen bekeerlingen. Teneinde hun religie te beschermen en hun geheime leer verborgen te houden leven de druzen als moslim tussen de moslims en als christen tussen de christenen. Dit dient om vervolging door stromingen die hen als ongelovigen beschouwen te voorkomen.
De druzen geloven in een God, wiens eigenschappen kunnen worden begrepen noch gedefinieerd en die onpartijdige gerechtigheid brengt. De druzen belijden de eenheid van God; zij noemen zichzelf Ahl al-Tawheed ("volk van de eenheid"). Ze geloven in het platonisch gedachtegoed dat het werkelijke wezen van de mens tijd en ruimte overstijgt en dat de geest van zijn wezen de perfectie heeft bereikt in het rijk van de eeuwigheid alvorens neer te dalen in de materie. Overeenkomstig dit geloof is de menselijke geest voorafgegaan aan elke schepping en als menselijk wezen is de mens even oud als de eerste schepping. Het gedachtegoed is tevens beïnvloed door het soefisme en heeft elementen van bepaalde gnostische en esoterische religieuze overtuigingen in zich.
De druzen geloven dat God zichzelf verschillende keren en op verschillende tijdstippen geïncarneerd heeft, en dat zijn laatste en finale incarnatie al-Hakim bi-Amr Allah, de zesde Fatimidische kalief, was. De druzen geloven dat al-Hakim zichzelf uitriep tot de wereldlijke incarnatie van God (Caïro 1016).
De zeven belangrijkste principes waaraan ze zich houden zijn:
1. oprechtheid in omgang met elkaar
2. wederzijdse bescherming en bijstand
3. verwerping van andere godsdiensten
4. geloof in de goddelijke incarnatie van al-Hakim
5. tevredenheid met Gods werk
6. onderworpenheid aan zijn wil
7. geen contact met dwalenden en demonen.

De druzen geloven in de transmigratie van de ziel, met voortdurende verbetering en uiteindelijk verlossing. Zij geloven in de reïncarnatie in zijn strikte betekenis: de ziel - in zijn voortdurende reis van menselijk lichaam naar menselijk lichaam - verliest nooit zijn “aardse adem”. Dit wordt bevestigd door hun geloof in de eeuwige dualiteit tussen lichaam en ziel en de onmogelijkheid van de ziel te bestaan en zich uit te drukken zonder het lichaam.
Het heilige boek van de druzen heet het "Hikme" boek (of het boek van de wijsheid).
Zij geloven in de profeten die in de Koran worden genoemd, onder meer Jezus en Mohammed. Zij geloven in de wijsheid van de klassieke Griekse filosofen als Plato en in die van een aantal "wijze mannen", de stichters van hun religie. Het individuele gebed bestaat niet bij de druzen.
Roken, alcohol en het eten van varkensvlees zijn verboden. Het is de druzen niet toegestaan te trouwen met aanhangers van andere religies alhoewel men zich hier in de moderne samenlevingen vaak niet aan houdt.
Zij wijzen het materialisme af, in het bijzonder materialisme binnen de religie. Hun gebedsplaatsen zijn veelal zeer bescheiden, geen grote gebouwen zoals kerken en moskeeën. De belangrijke religieuze personen ("Ajawid") hebben een zeer sobere levensstijl. Gebed vindt meestal zeer discreet plaats, onder familie en vrienden. De religieuze gemeenschap kent geen officiële hiërarchie, met uitzondering van de "Shaykh al-'Aql", wiens rol eerder politiek en sociaal is dan religieus. De belangrijke religieuzen worden bewonderd om hun wijsheid en levensstijl.
De druzenvrouwen dragen een "mandiel" (transparante losse witte sluier) vooral in het bijzijn van religieuze personen. Zij worden in alle aspecten als gelijkwaardig aan de mannen beschouwd. Het is hen mogelijk deel te hebben aan de "Raad van de Oudsten".
Er is veel tegenstrijdige en ook onjuiste informatie over de druzen voorhanden. Dit vindt zijn oorsprong in de leerstellingen die verzonnen werden om vervolging te voorkomen. Voor buitenstaanders is het nog altijd onduidelijk of de druzen dezelfde tradities ten aanzien van de vasten, de ramadan, volgen als de moslims. Druzen hebben eeuwenlang de gebruiken van de moslims gevolgd om zichzelf te beschermen. In werkelijkheid zouden zij zich aan een andere vastentraditie houden. 
Ter voorkoming van vervolging trachten de druzen een flexibele en pragmatische houding aan te nemen, waarbij zij hun maatschappelijke en politieke positionering afstemmen op de specifieke sociaal-politieke context van het land waarin zij wonen.
Koran 16, 125 (“Roep op tot de weg van jouw Heer met wijsheid en goede aansporing en twist met hen op de beste manier”) en 6, 108 (“En hoont niet hen die zij in plaats van God aanroepen, zodat zij God niet uit vijandigheid zonder kennis gaan honen”) zijn essentiële verzen voor de druzen.

## Maatschappelijk en politiek

Walid Jumblatt

In Libanon, Syrië, Israël en Jordanië worden de druzen officieel erkend als een afzonderlijke religieuze gemeenschap met een eigen rechtssysteem. Zij dienen in het leger en stemmen bij verkiezingen.
Prominente druzen zijn onder meer Fakhreddin II, afstammeling van de Ma'an-dynastie, later, in het midden van de 20e eeuw Kamal Jumblatt, de grondlegger van de Progressieve Socialistische Partij en de voormalige minister Salah Tarif in Israël.
De druzische vlag bestaat uit vijf kleuren: groen, rood, geel, blauw en wit. Iedere kleur is gerelateerd aan een bepaald principe. Het geheel kan ook worden weergegeven als vijfpuntige ster. Dit is waarschijnlijk de reden waarom het getal '5' een speciale betekenis heeft in de religieuze druzengemeenschap.
Drie essentiële fundamenten voor de druzen zijn: geloof (din), eer ('ard) en land (ard).

## Milities
Tijdens de Libanese en Syrische burgeroorlogen hadden/hebben de Druzen eigen milities voor zelfverdediging. In Syrië in samenwerking met de Al Assad regering. In Libanon had de Progressieve Socialistische Partij, onder leiding van de familie Jumblatt, een militie op het Choufgebergte.